# Nijō Korefusa
Nijō Korefsa (二条 尹房) (1496 - 1551), fils du régent Nijō Hisamoto, est un noble de cour japonais (kugyō) de l'époque de Muromachi (1336–1573). Il occupe à deux reprises la fonction de kampaku, de 1518 à 1525 pour l'empereur Go-Kashiwabara et de 1534 à 1536 pour l'empereur Go-Nara. Sa femme, une fille du régent Kujō Hisatsune donne naissance à Nijō Haruyoshi.